# Blackburn (Aberdeenshire)
Blackburn ist eine Ortschaft in der schottischen Council Area Aberdeenshire. Sie liegt rund zehn Kilometer südöstlich von Inverurie und 13 Kilometer nordwestlich des Zentrums von Aberdeen zwei Kilometer südlich des Don. Blackburn ist durch die A96 direkt an das Fernstraßennetz angeschlossen. Einen eigenen Bahnanschluss besitzt die Ortschaft nicht. Während im Jahre 1981 nur 387 Einwohner in Blackburn gezählt wurden, stieg die Zahl sprunghaft auf 2960 im Jahre 2011 an.

## Geschichte
Bereits im 19. Jahrhundert besaß Blackburn eine Grundschule, die in den 1880er Jahren Kapazitäten für 87 Schüler aufwies. Des Weiteren war eine Kirche der Free Church vorhanden. Im Rahmen des Tyrebagger Sculpture Project entstanden in der Umgebung von Blackburn zahlreiche Skulpturen, welche die Geschichte der Region wiedergeben. Der Name leitet sich von dem 250 m hohen Tyrebagger Hill ab, der sich östlich der Ortschaft im Kirkhill Forest erhebt.